# Josyane Savigneau
Josyane Savigneau, née le 14 juillet 1951 à Châtellerault, est une biographe et journaliste française, longtemps membre de la rédaction du Monde et jurée du prix Femina depuis 2004.
Plusieurs de ses prises de position sont à l'origine de polémiques, dont son soutien répété à l'écrivain et pédocriminel Gabriel Matzneff,, et une accusation d'antisémitisme sur Twitter,.

## Biographe
Elle est l'auteur de plusieurs livres, dont deux biographies, de Marguerite Yourcenar et de Carson McCullers, et d'un livre autobiographique, Point de côté, où elle évoque sa vie, son parcours et ce qu'elle appelle sa « destitution de la direction du Monde des livres ».

### Journaliste
Josyane Savigneau entre au journal Le Monde en 1977. Elle est chroniqueuse judiciaire, puis rejoint Le Monde des livres en 1983.
Elle est responsable du Monde des livres, supplément hebdomadaire du Monde, de 1991 à 2005, rédactrice en chef culture de 1995 à 2002, chroniqueuse de 2005 à 2012.
Chargée d'écrire sur le romancier américain Philip Roth, elle finit par nouer une amitié avec lui.
Elle prend sa retraite et quitte le journal Le Monde en août 2017.

### Jurys de prix littéraires
Elle succède à Julia Kristeva en tant que présidente du jury du prix Simone de Beauvoir pour la liberté des femmes de 2011 à 2017.
Elle est membre du jury du prix du Premier roman de femme et du prix de la Closerie des Lilas 2009 et de celui du prix Alexandre-Vialatte 2015-2016.
Le 17 janvier 2014, elle est élue membre du jury du prix Femina, en remplacement de Viviane Forrester, morte le 30 avril 2013.

## Polémiques

### Le Monde des livres
Dans La Face cachée du Monde, publié en 2003, Pierre Péan et Philippe Cohen dénoncent un système de « renvoi d'ascenseurs » dans les pages du Monde des livres dont Josyane Savigneau était la rédactrice en chef. Ce système aurait systématiquement mis en avant et encensé les ouvrages d'un cercle restreint d'auteurs français,.
D’autres, Jean-Edern Hallier, Pierre Jourde, Jacques Bouveresse ou le journal satirique Pour lire pas lu s’en sont pris, pour des motifs similaires, à la directrice du Monde des livres. Revenant sur ces accusations, Josyane Savigneau a uniquement reconnu « avoir trop parlé de Fayard ».
C'est notamment à Jean-Edern Hallier, dont elle avait qualifié le roman Je rends heureux de « livre de cancre », que Josyane Savigneau a été opposée par une polémique retentissante au début des années 1990. Fin 1992, l'écrivain commence à s'en prendre à la journaliste dans les colonnes de L'Idiot international. Rangeant Josyane Savigneau dans le camp du « vomi littéraire », il l'accuse de pratiquer le copinage et de promouvoir, de mèche avec Philippe Sollers, le politiquement correct « version Gallimard ». Les attaques d'Hallier contre Josyane Savigneau prennent un tour de plus en plus violent, puis ordurier, visant même la vie privée de la responsable du Monde des livres. Josyane Savigneau finit par attaquer Jean-Edern Hallier en diffamation, obtenant sa condamnation à des dommages et intérêts (qu'il n'a jamais payés).

### Accusation d'homophobie
Selon le magazine L'Express, après la publication du livre de Pierre Jourde La littérature sans estomac en 2002, dans lequel elle est prise à partie à cause de sa direction du Monde des livres à propos des questions de déontologie, Josyane Savigneau qualifie ce dernier, devant Éric Naulleau, Jean-Luc Douin et Patrick Kéchichian, de « pédé venimeux » et commente : « J'ai vu la photo de Jourde dans Marianne. J'ai trouvé qu'il faisait très sidéen en phase terminale, avec ses lunettes noires, pas vous ? ». Ces propos sont confirmés par le journaliste d'investigation Emmanuel Lemieux dans son enquête Pouvoir intellectuel: les nouveaux réseaux (Denoël, 2003). Ces insultes homophobes de Josyane Savigneau inspirent à Éric Naulleau son pamphlet Petit déjeuner chez Tyrannie (Éditions La Fosse aux ours, 2003), dans lequel il raconte la brutalité de la journaliste, qui menace Pierre Jourde en ces termes : « Dites bien à ce crétin des Alpes que si je le croise un jour, je lui mets d’emblée mon pied dans les couilles ». Dans son récit Point de côté, Savigneau revient sur ces accusations, reconnaissant simplement : « Je me suis mise en colère, j'ai dit des horreurs ».

### Soutien à l'écrivain pédocriminel Gabriel Matzneff
Le 2 mars 1990 à Apostrophes, l'écrivain Gabriel Matzneff est pris à partie par la chroniqueuse québécoise Denise Bombardier en raison de ses pratiques pédophiles, qu'il détaille dans son Journal. Le milieu littéraire français prend la défense de Matzneff et attaque Denise Bombardier. Philippe Sollers, éditeur de Matzneff aux éditions Gallimard, la traite de « connasse ». Dans Le Monde du 30 mars, Josyane Savigneau encense l’écrivain, qui « ne viole personne », et raille la Canadienne : « Denise Bombardier a eu la sottise d’appeler quasiment à l’arrestation de Matzneff, au nom des “jeunes filles flétries” par lui… Découvrir en 1990 que des jeunes filles de 15 et 16 ans font l’amour à des hommes de trente ans de plus qu’elles, la belle affaire ! ». En décembre 2019, alors qu'une polémique se déclenche contre l'écrivain à la suite de la publication du livre de Vanessa Springora Le Consentement, Josyane Savigneau accorde à Matzneff un appui sans équivoque : « Soutenir Denise Bombardier est la dernière chose qui me viendrait à l’esprit. J’ai toujours détesté ce qu’elle écrit et ce qu’elle dit et je ne change pas d’avis sur Matzneff parce que la chasse aux sorcières a commencé. Et lui sait écrire au moins. Bombardier, quelle purge ! ». Quand en 2020 elle est interrogée sur son soutien à Matzneff par le New York Times, Savigneau déclare : « Je le voyais comme un homme qui aime les jeunes filles. En France, on ne l’a jamais vu avec des garçons ».

### Accusation d'antisémitisme
En 2019, alors qu'elle soutient activement Gabriel Matzneff, Josyane Savigneau compare sur Twitter le fait de souligner qu’un écrivain pédocriminel se vante de violer des enfants à la dénonciation des Juifs qui a conduit à leur extermination, à la suite de quoi les journaux The Times of Israel et Tribune juive lui reprochent d'avoir tenu des propos antisémites. En effet, alors que la journaliste Anne Rozenberg s'indigne de cette forme assez incongrue de soutien à Matzneff, Josyane Savigneau lui réplique : « Votre nom aurait dû vous inciter à plus de réflexion sur les dénonciations », en visant la journaliste en raison de son nom aux consonances ashkénazes. La directrice de Tribune juive, Sarah Cattan, juge que « cet antisémitisme jailli via un tweet vaut, par sa spontanéité, mille déclarations de Soral et Compagnie ».

## Ouvrages
- Marguerite Yourcenar : l'invention d'une vie, Gallimard/Folio, 1993  (ISBN 2070387380).
- Carson McCullers : un cœur de jeune fille, Stock, 1995  (ISBN 978-2253141099).
- Juliette Gréco : hommage photographique, Actes Sud, 1998  (ISBN 978-2742720590).
- Point de côté, Stock, 2008  (ISBN 978-2234054899).
- Benoîte Groult : une femme parmi les siennes, Textuel, 2010  (ISBN 2845973713).
- Avec Philip Roth, hors série Connaissance, Gallimard, 2014  (ISBN 978-2070147120).

## Prix et distinctions
- Prix Lambda Literary 1993 dans la catégorie Lesbian Biography/Autobiography pour Marguerite Yourcenar
- Prix Femina Vacaresco 1991 pour Marguerite Yourcenar, l'invention d'une vie (Gallimard)
- Prix Roland-Dorgelès 2022[23]